# Albert Mercier (normalien)
 (juillet 2018).
Pour les articles homonymes, voir Albert Mercier et Mercier.
Albert Mercier, né le 16 avril 1892 à Sarran en Corrèze et mort le 24 février 1976 à Paris, est notamment professeur au Lycée Lavoisier et à l’École normale supérieure de Saint-Cloud.
Lors de la Libération, il est chef de Centre à Neuvic d'Ussel (Corrèze) du maquis Agat, maquis autonome qui recevait directement ses instructions de Londres. Le maquis Agat est intégré après la Libération (après le débarquement du 6 juin 1944), dans la demi-brigade de l'Armée secrète de Haute-Corrèze (Maquis du Limousin), sous le titre de Deuxième Compagnie.

## Biographie
Albert Mercier est humaniste, de parents cultivateurs. Il devient professeur chercheur en physique à l'École normale de Saint-Cloud.
Il garde toute sa vie son accent rocailleux, sa tête de savant aux cheveux fous et son attachement à sa région et à sa famille.
Il se distingue pendant la Première Guerre mondiale :
- Citation à l'ordre du Régiment du 16 janvier 1916 : « Sous-officier toujours volontaire pour les missions les plus délicates. A donné depuis son arrivée sur le front de fréquentes preuves de bravoure et de courage. Le 25 septembre 1915, a assuré dans les conditions les plus difficiles et avec un réel mépris du danger la liaison avec le chef du corps ».
- Citation à l'ordre du Régiment du 10 avril 1917 : « Officier d'un courage et d'une énergie au-dessus de tout éloge. Le 20-03-1917, a assuré d'une façon parfaite la défense de sa position sous un violent bombardement par torpilles et obus de tous calibres. Dès l'allongement du tir ennemi, s'est élancé à la contre-attaque ».
- Citation à l'ordre de la division du 2 septembre 1917 : « Officier d'un superbe entrain et d'un courage audacieux et tranquille, toujours prêt à mordre l'ennemi. A organisé et mené un coup de main avec une maîtrise remarquable le 21 août 1917 ».
- Citation à l'ordre du Régiment du 17 décembre 1917 : « Chargé de la direction d'un coup de main sur les tranchées allemandes le 15 septembre 1917, a fait preuve des plus belles qualités d'intelligence dans la préparation de cette opération et d'entrain dans son exécution ». Croix de guerre; Médaille commémorative de la Grande Guerre ; Médaille de la Victoire.

Lors de la Seconde Guerre mondiale et de l'occupation par l'Allemagne nazie, il s'engage, en octobre 1940, dans la Résistance.
Après la réquisition par les Allemands de l’École normale supérieure de Saint-Cloud, Albert Mercier est accueilli, pour poursuivre ses recherches, au laboratoire de l’École normale supérieure de la rue d’Ulm.

## Réseau Vélite-Thermopyles
En 1941, Albert Mercier participe avec Pierre Piganiol et Raymond Croland, deux autres enseignants de l'Ecole normale supérieure, à la création du réseau Vélite-Thermopyles (qui s'appellera d'abord Couleuvre puis Vélite en 1943 puis Thermopyles en mars 1944), un réseau de recueil de renseignement,,. Il est le responsable action de ce réseau.

## Maquis
En mai 1943, Albert Mercier crée AGAT (Association des groupes d'action technique) tournée vers le sabotage après avoir pris contact avec divers groupes de résistance tournés vers l'action et avec le secrétaire du CNR (Conseil national de la résistance) nouvellement organisé, Pierre Kaan.
Son épouse Catherine, née Escure, et leurs deux enfants Pierre (étudiant) et Noël (lycéen) a eu un rôle actif à ses côtés. Son fils aîné a pour mission en 1943 de mettre en place un maquis autonome en Corrèze (Agat) pour recueillir ceux qui seraient compromis dans le réseau, pour être un relais sur la route de l’Espagne, en direction de Londres ou d’Alger (filière évasion) et pour effectuer des missions de sabotage. Ce maquis sera souvent déplacé. C'est pourquoi il est appelé parfois maquis de Sérandon ou maquis de Neuvic.

## Corps franc Liberté
Son plus jeune fils, Noël Mercier, anime avec Philippe Wacrenier le corps franc Liberté composé essentiellement d'étudiants et de lycéens (tout comme les Volontaires de la Liberté). Il est également entré en rapport avec une ligne d'évasion. Il a ses rendez-vous dans le métro ou à l'école de Pharmacie. Le 25 juillet 1944, agent de liaison à motocyclette, porteur du brassard FFI, Noël est intercepté à Saint-Pardoux-le-Vieux par une patrouille allemande qui le fusille sur le bord de la route après avoir tenté en vain, par la menace et les coups, de lui arracher des renseignements. Son ami François Bayet, caporal-chef au corps franc Liberté, médaille de la Résistance, croix de guerre avec étoile, meurt au camp de Vaihingen (Wurtemberg) de mort lente,,,,,.